# 이동진 (영화 평론가)
이동진(1968년 1월 7일 ~ )은 대한민국의 기자, 방송인, 영화 평론가이다.

## 생애
1968년 강원도 정선에서 태어났고, 서울에서 성장했다. 카투사 사병으로 군필 복무한 그는 서울대학교 종교학과를 졸업했다. 1993년부터 2006년까지 조선일보 영화부 기자였고 감성적인 문체로 많은 독자들의 사랑을 받았다. 조선일보 퇴사 후에는 영화평론가로 활동하고 있다. 네이버와 함께 1인 미디어 "이동진닷컴"을 운영하기도 했다.
그 외에도 한국 영상 자료원에서 "영화 평론가 이동진과 함께 보는 다시보기" 행사를 매월 진행했고, 지금도 CGV나 메가박스 등과 협업하여 일반인을 대상으로 하는 프로그램을 꾸준히 진행하고 있다. 네이버에서 "언제나 영화처럼"이라는 블로그를 운영하면서 일반 관객들과 일상적으로 소통하고 있다. 쓴 책으로는 《이동진의 시네마 레터》, 《필름 속을 걷다》, 《이동진의 부메랑 인터뷰 그 영화의 비밀》, 《길에서 어렴풋이 꿈을 꾸다》, 《밤은 책이다》, 《이동진의 부메랑 인터뷰 그 영화의 시간》 등이 있다.
MBC 라디오 《푸른밤, 그리고 성시경입니다》와 KBS 라디오 《유희열의 라디오천국》에서 영화 관련 코너의 고정 패널로 활동했고, 2010년부터 2011년까지 MBC라디오 《문화야 놀자》의 DJ를 맡기도 했다. 곧이어 같은 해 5월 10일부터 2013년 3월 25일까지 《이동진의 꿈꾸는 다락방》을 진행했다. 2014년 4월 15일부터 2015년 4월까지 SBS 파워FM에서 《이동진의 그럼에도 불구하고》를 진행했다. 이 외에도 출판사 위즈덤하우스에서 제작하는 팟캐스트 《이동진의 빨간책방》을, 소설가 김중혁, 씨네21 이다혜 기자와 함께 진행하고 있다.
2012년부터 SBS TV 《접속 무비월드》에 출연했고, 2013년부터는 팝칼럼니스트 김태훈과 함께 SBS TV 《접속 무비월드》의 코너인 `영화는 수다다`를 진행했다. 2012년부터는 영화 방영에 앞서 10분가량 해설을 덧붙이는 《더 굿 무비》라는 프로그램을 채널CGV에서 진행하고 있다. 2015년 1월 3일부터 1월 31일까지는 KBS 1TV에서 이윤석, 김부선, 김희재, 레이디제인, 타일러 라쉬와 함께 《시간여행자 K》를 진행하였다. 그리고 2017년 4월 4일-- 2018년9. 21[MBC FM4U]]에서 《푸른밤》의 진행을 맡았었다.